# Edgard Cavalheiro
Edgard Cavalheiro (Espírito Santo do Pinhal, 06 de julho de 1911 — São Paulo, 30 de junho de 1958) foi um escritor, editor, crítico literário e biógrafo brasileiro. É considerado o mais importante biógrafo de Monteiro Lobato.

## Biografia
Nasceu em Pinhal, onde ajudava seu pai a trabalhar no comércio, e se mudou para Campinas quando tinha doze anos. Devido a seu interesse pela literatura, fundou um pequeno jornal, onde publicara seu primeiro poema. Ao voltar para sua cidade natal, contribui para um jornal local e, ao mudar-se para Bebedouro, passou a trabalhar como bancário. Em 1934 participa de um concurso de críticas e contos organizado pela Companhia Editora Nacional e pelo jornal Folha da Manhã (que em 1960 foi unido a Folha da Tarde e Folha da Noite e originou a Folha de S. Paulo), e fica em sexto lugar. No mês seguinte, participando de novo concurso e obtendo nova boa colocação, passa a colaborar com o periódico e com outros órgãos de imprensa. Interessa-se pela obra de Fagundes Varela e, já na capital paulista, publica a primeira biografia do poeta romântico, em 1940.
Edgard escreveu para 84 periódicos nacionais e dois estrangeiros, entre eles O Estado de S. Paulo, Correio da Manhã, Revista do Globo, Diário de São Paulo e Jornal de São Paulo. Além de ter sido um dos fundadores da Câmara Brasileira do Livro, da União Brasileira de Escritores e Companhia Distribuidora de Livros, que também dirigiu. Entre seus livros mais conhecidos estão Testamento de uma Geração de 1944, Biografias e Biógrafos e Garcia Lorca. No entanto, sua obra mais conhecida é Monteiro Lobato - Vida e Obra, biografia elogiada pela crítica, pelo público e pela família do próprio biografado, lançada em dois volumes em 1955.
Ele também criou, em 1943, junto com Carlos Lacerda, o programa No Sítio do Picapau Amarelo transmitido pela Rádio Gazeta. Enquanto presidente da Câmara Brasileira do Livro, em cerca de 1957, foi, ao lado de Mário da Silva Brito, um dos principais idealizadores do Prêmio Jabuti, que se tornaria "o prêmio mais importante da literatura brasileira".

## Legado
Uma Escola Municipal de Ensino Fundamental (EMEF), assim como um prêmio literário instituído pelo jornal Última Hora e pela Editora Cultrix entregue pelo Instituto Nacional do Livro, foram criados em homenagem a ele. Anualmente acontece em Espírito Santo do Pinhal a Semana Literária Edgard Cavalheiro, organizada por João Rozon, Ricardo Biazoto, entre outros membros da Casa de Cultura Edgard Cavalheiro, e da qual já participaram Moacir Amâncio, Luiz Ruffato, Paula Fábrio, Alexandre Staut, Monja Coen, entre outros autores.

## Algumas Obras
- Fagundes Varela, 1940;
- Evolução do conto brasileiro, 1952;
- A correspondência entre Monteiro Lobato e Lima Barreto, 1955;
- Monteiro Lobato: vida e obra, 1955;
- Garcia Lorca, 1956;
- Maravilhas do conto português, 1957;
- O conto mineiro, 1959.